# Yasuomi Umetsu
Yasuomi Umetsu (梅津 泰臣 Umetsu Yasuomi?, nacido el 19 de diciembre de 1960 en Fukushima, Japón), es un animador japonés conocido por crear la serie de películas Kite.

## Trabajos

### Filmografía
- Megazone 23 Parte II (1986) director de animación/diseñador depersonajes
- Robot Carnival (1987) director de animación, segmento 'Presence'/director de episodio
- Lily C.A.T. (1987) diseñador de personajes
- Casshan: Robot Hunter (1993) diseñador de personajes[2]
- Gatchaman (OVA) (1994) diseñador de personajes
- Cool Devices Operation 07: Yellow Star (1995) diseñador de personajes
- Lupin III: Dead or Alive (1996) animador
- Hen (1997) diseñador de personajes (como Yasuomi Umezu aka Strange Love)
- Kimera (1997) diseñador de personajes
- Kite (1998) diseñador personajes/escritor/director de animación
- Sol Bianca: The Legacy (1999) animador clave
- Mezzo Forte (2001) diseñador de personajes/escritor/director de animación
- Nakoruru ~Ano hito kara no okurimono~ (OVA) (2002) diseñador de personajes
- Mezzo DSA (2004) (serie de televisión) director de animación/diseñador de personajes/director
- Kite Liberator (2008) diseñador de personajes/director/director de animación
- Dante's Inferno: An Animated Epic (2010) director de episodio
- Beelzebub (2011) director de animación (ED2)
- Galilei Donna (2013) director
- Wizard Barristers (2014) diseñador de personajes/director
- Gourmet Girl Graffiti (2015) director de animación (OP)
- Isuca (2015) director de animación (ED)
- Seraph of the End (2015) director de animación (OP)
- Gunslinger Stratos: THE ANIMATION (2015) director de animación (ED)
- Gangsta. (2015) director de animación (ED)
- Dimensión W (2016) director de animación (OP)
- Bungo Stray Dogs (2016) director de animación (ED)
- Twin Star Exorcists (2016) director de animación (OP1)
- Touken Ranbu: Hanamaru (2016) director de animación (OP)
- ēlDLIVE (2017) director de animación (ED)

### Videojuegos
- Contra: The Hard Corps (Mega Driveo, 1994) – paquete de artworks (versión japonesa)
- Castlevania (Nintendo 64, 1999) – Ilustrador
- Shin Megami Tensei: Nine (Xbox, 2002) – diseñador de personajes
- Xenoblade Chronicles 2 (Nintendo Switch, 2017) - Ilustrador